# こじらせ森の美女 私どうしてモテないの
『こじらせ森の美女 私どうしてモテないの』（こじらせもりのびじょ わたしどうしてモテないの）は、2019年11月2日からAbemaTVで配信されていたバラエティ番組である。

## 内容
恋愛がうまくいかない5人の女性が4人のイケメン王子と対面し、恋愛成就の模様を追う恋愛シミュレーションバラエティ。しかしこの女性たちは、歴代彼氏を束縛してきた、元カレ依存症、妄想癖、プライド高慢など“こじらせ”を抱えている。王子側は彼女たちのバックボーンを知らないままデートを重ね、彼女たちの難ある癖にどこで気付き、回避または解消させ恋が実るのかを見守る。
王子側は、恋を進めるため定期的にこじらせ美女の詳細が分かるカードを引ける。ただし誰について書いてあるのかはわからない。メイン司会は木下優樹菜、ゆりやんレトリィバァ。
番組配信後はAbemaビデオおよびYouTubeにてカジサックらスタジオ解説を務める“副音声”バージョン「男性スタジオ」編が配信される。
木下優樹菜が芸能活動休止につき2019年12月21日配信をもって降板。収録日は騒動当日だったと報じられている。

## 出演者

### スタジオMC
- 木下優樹菜（#4　2019年11月23日配信分を最後に事実上の降板。12月21日に正式降板）
- ゆりやんレトリィバァ

### レギュラーゲスト
- 鈴木紗理奈（#1　2019年11月2日 - #7　2019年12月14日）
- 島袋聖南（#1　2019年11月2日 - #7　2019年12月14日）

### ゲスト
- 筧美和子（#8　2019年12月21日[7]）
- ゆきぽよ（#9　2019年12月28日 - #12　2020年1月18日）
- 桃（#9　2019年12月28日 - #12　2020年1月18日）

### こじらせ美女
- 宮脇詩音
- なりみ
- 光沙子[8]
- 浦郷絵梨佳
- 松岡那夏

### 王子
- 米村俊哉
- 永松大樹
- 青山大輝
- カン・キワン
- 新納侃(第3話から参加)
- 大木貴之(第3話から参加)

### 男性スタジオ
- カジサック - MC[9]
- 柴田英嗣（アンタッチャブル） - レギュラーゲスト

## 音楽
- いきものがかり「STAR LIGHT JOURNEY」[10]

## スタッフ
- 制作協力：AbemaProduction
- 制作著作：AbemaTV

## 関連
- 私の年下王子さま - 本項目の番組スタッフが制作